# فرودگاه وینگز فیلد
فرودگاه وینگز فیلد (به انگلیسی: Wings Field) یک فرودگاه همگانی باربری با کد یاتا BBX است که یک باند فرود آسفالت دارد و طول باند آن ۱۱۲۸ متر است. این فرودگاه در شهر فیلادلفیا کشور ایالات متحده آمریکا قرار دارد و در ارتفاع ۹۲ متری از سطح دریا واقع شده است.